# Oudh and Rohilkhand Railway
| Oudh and Rohilkhand Railway                                                              | Oudh and Rohilkhand Railway          |
| ---------------------------------------------------------------------------------------- | ------------------------------------ |
| Dampf-Draisine, konstruiert vom Lokomotiv- und Wagen-Superintendenten Joseph Green Cooke |                                      |
| Streckenlänge:                                                                           | Breitspur: 1910 km Meterspur: 129 km |
| Spurweite:                                                                               | 1676 mm und 1000 mm                  |
|                                                                                          |                                      |

Die Oudh and Rohilkhand Railway war eine indische Eisenbahngesellschaft, deren  Streckennetz sich zwischen Benares und Delhi weit über Nord-Indien erstreckte.

## Geschichte

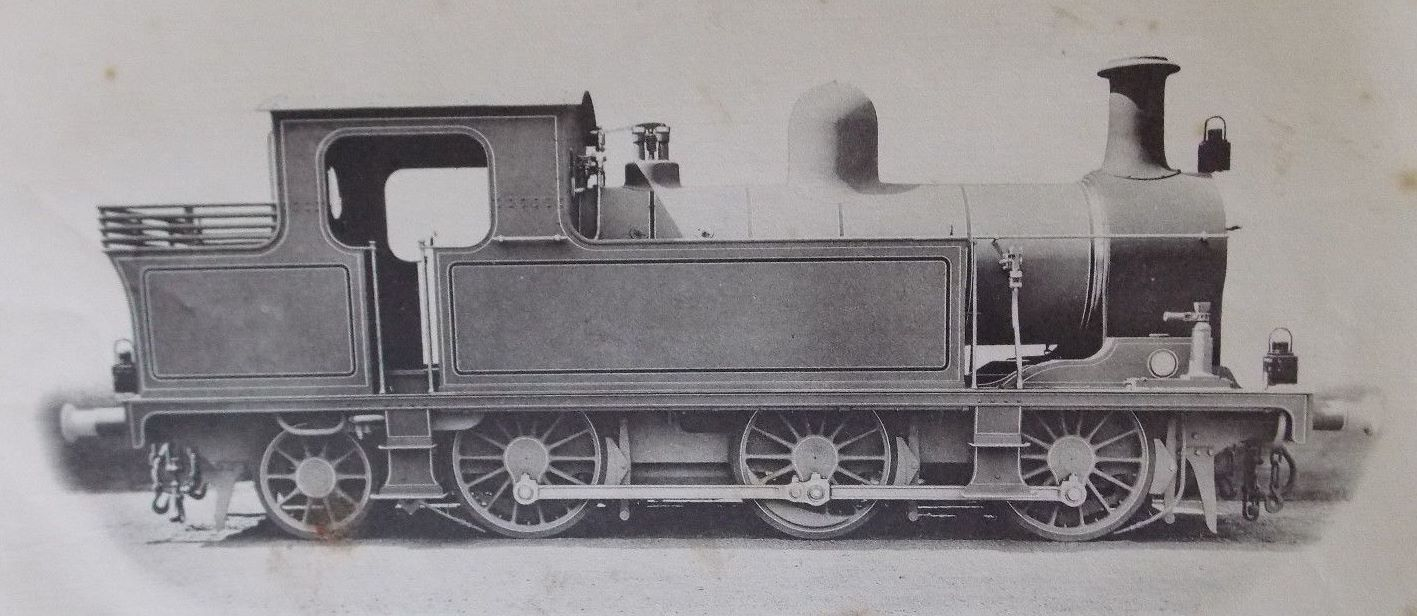
Dampflokomotive mit der Achsfolge 0-6-2

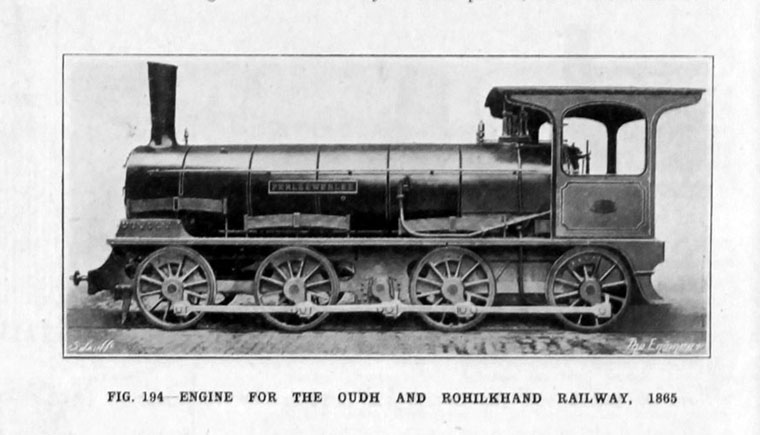
0-8-0 Dampflokomotive, 1865

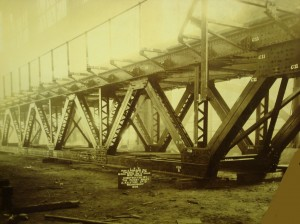
Eine der Brücken der Oudh and Rohilkund Railway während des Baus

Die Oudh and Rohilkhand Railway wurde 1872 durch die Indian Branch Railway Company mit einer Regierungsbürgschaft gegründet. Die Hauptverwaltung saß in Lucknow. 1888 verstaatlichte die Regierung von Britisch-Indien die Bahn.
Die Hauptstrecke der der Oudh and Rohilkhand Railway verlief von Varanasi über Lucknow, Shahjahanpur, Bareilly, Chandausi und Moradabad nach Saharanpur. Mit der Eröffnung der Strecke von Bareilly über Rampur nach Moradabad 1894 wurde die Hauptstrecke verkürzt und die alte Strecke nun Chandausi Chord genannt. Die direkte Strecke von Varanasi nach Rae Bareilly verkürzte die Hauptstrecke noch ein weiteres Stück.
Mehrere schwere Eisenbahnunfälle ereigneten sich auf dem Netz der Oudh and Rohilkhand Railway:
- Bei dem Eisenbahnunfall von Ghaziabad stießen am 6. Mai 1908 aufgrund eines Versagens des Zugsicherungssystems zwei Züge bei Ghaziabad (damals United Provinces) frontal zusammen. Etwa 120 Menschen starben;
- bei dem Eisenbahnunfall von Moradabad fuhr am 28. April 1920 bei Moradabad, Uttar Pradesh, ein übervoller Schnellzug auf einen Güterzug auf. 150 Menschen starben.

Die Oudh and Rohilkhand Railway ging am 1. Juli 1925 in der East Indian Railway auf, der ihr gehörende Streckenabschnitt der Cawnpore–Burhwal Railway wurde nun von der Bengal and North Western Railway betrieben und ging am 1. Januar 1943 an die Oudh and Tirhut Railway über.

## Streckennetz
Das Netz der Oudh and Rohilkhand Railway bestand aus 1910 km Breitspurstrecken mit der Spurweite 1676 mm und 129 km Meterspurstrecken. Die Schmalspurbahnen wurden 2017 auf die Breitspur umgespurt. Die Oudh and Rohilkhand Railway errichtete folgende Strecken:
- 1872 von Lucknow nach Hardoi;
- 1872 von Lucknow nach Barabanki;
- eine 27 km lange Meterspur-Strecke von Burwhal nach Barabanki wurde am 1. April 1872 als Teil der Bahramghat Branch der Oudh and Rohilkhand Railway eröffnet. Bei der Ergänzung zu einem Dreischienengleis wurde die Meterspur-Strecke Teil der Cawnpore-Burhwal Railway, die von der Oudh and Rohilkhand Railway betrieben wurde.
- Moradabad nach Chandausi, die bis 1873 nach Bareilly verlängert wurde.
- Die 6,4 km lange Breitspur-Strecke von Burhwal nach Bahramghat wurde am 1. April 1872 als Teil der Bahramghat Branch der Oudh and Rohilkhand Railway eröffnet und war bis etwa 1943 in Betrieb.
- 1874 kam eine Strecke von Varanasi nach Lucknow mit einer Verlängerung nach Fyzabad hinzu, die Fyzabad Loop genannt wurde.[2][5]
- 1881–1886 verlängerte die Bahn ihre Hauptstrecke von Moradabad nach Saharanpur und
- eröffnete 1883 eine Zweigstrecke von Lakhsar nach Haridwar.
- 1883 wurde unter Frederick Thomas Granville Walton als Chief Engineer die Dufferin Bridge über den Ganges errichtet. Diese Strecke war mit dem Netz der East Indian Railway Company in Mughalsarai verbunden.[2]
- Die Streckenverlängerung von Lucknow nach Rae Bareilly erfolgte 1893.[2]
- 1894 wurde die Strecke von Bareilly über Rampur nach Moradabad eröffnet, die die Hauptstrecke von Varanasi nach Saharanpur verkürzte.
- Die Strecke von Ghaziabad nach Moradabad wurde 1898 fertiggestellt.
- Die 3,2 km lange Meterspur-Strecke von Benares Cant. nach Benares City wurde zwischen dem 15. März und dem 1. April 1899 als Benares City Branch eröffnet. Nachdem die Oudh and Rohilkhand Railway am 1. Juli 1925 in der East Indian Railway aufgegangen war, wurde diese Strecke weiterhin von der Bengal and North Western Railway und ihren Nachfolgern betrieben und ging erst am 27. Februar 1953 zur North Eastern Railway über.

## Lokomotiven
Am 31. Dezember 1877 war die Gesellschaft im Besitz von 88 Dampflokomotiven, 331 Personenwagen und 2244 Güterwagen. Bis 1919 erhöhte sich der Bestand auf 276 Lokomotiven, 1084 Personen- und 7779 Güterwagen.

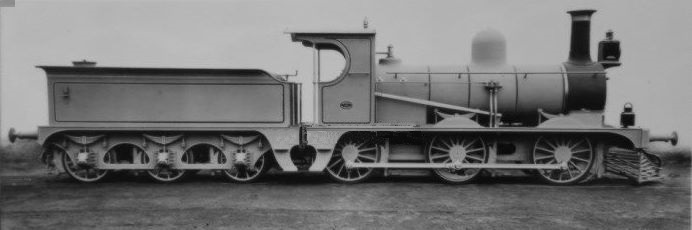
Dampflok Nr. 11 der Achsfolge 0-6-0
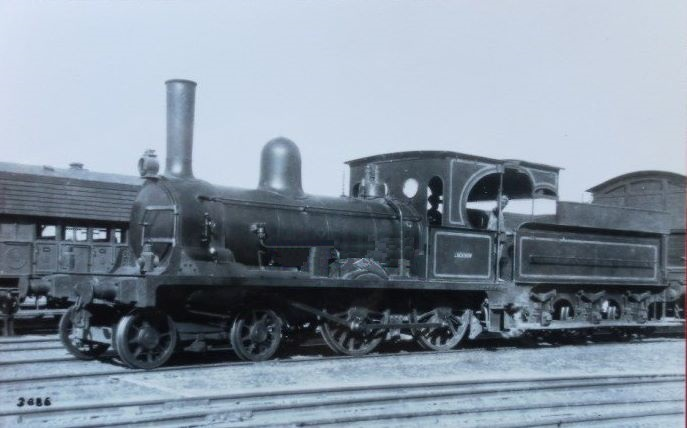
Dampflok der Achsfolge 4-4-0 mit dem Namen ‚Lucknow‘
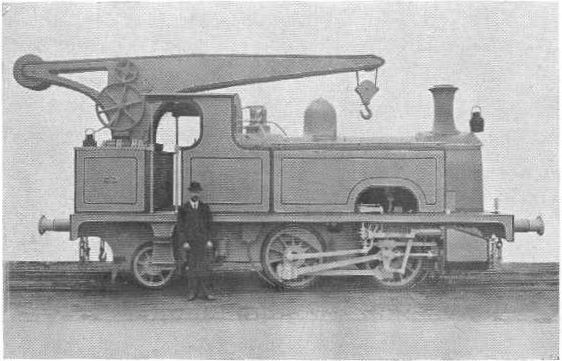
Kran, der 6 t bei einem Ausleger-Radius von 4,25 m heben konnte